# 戶畑站

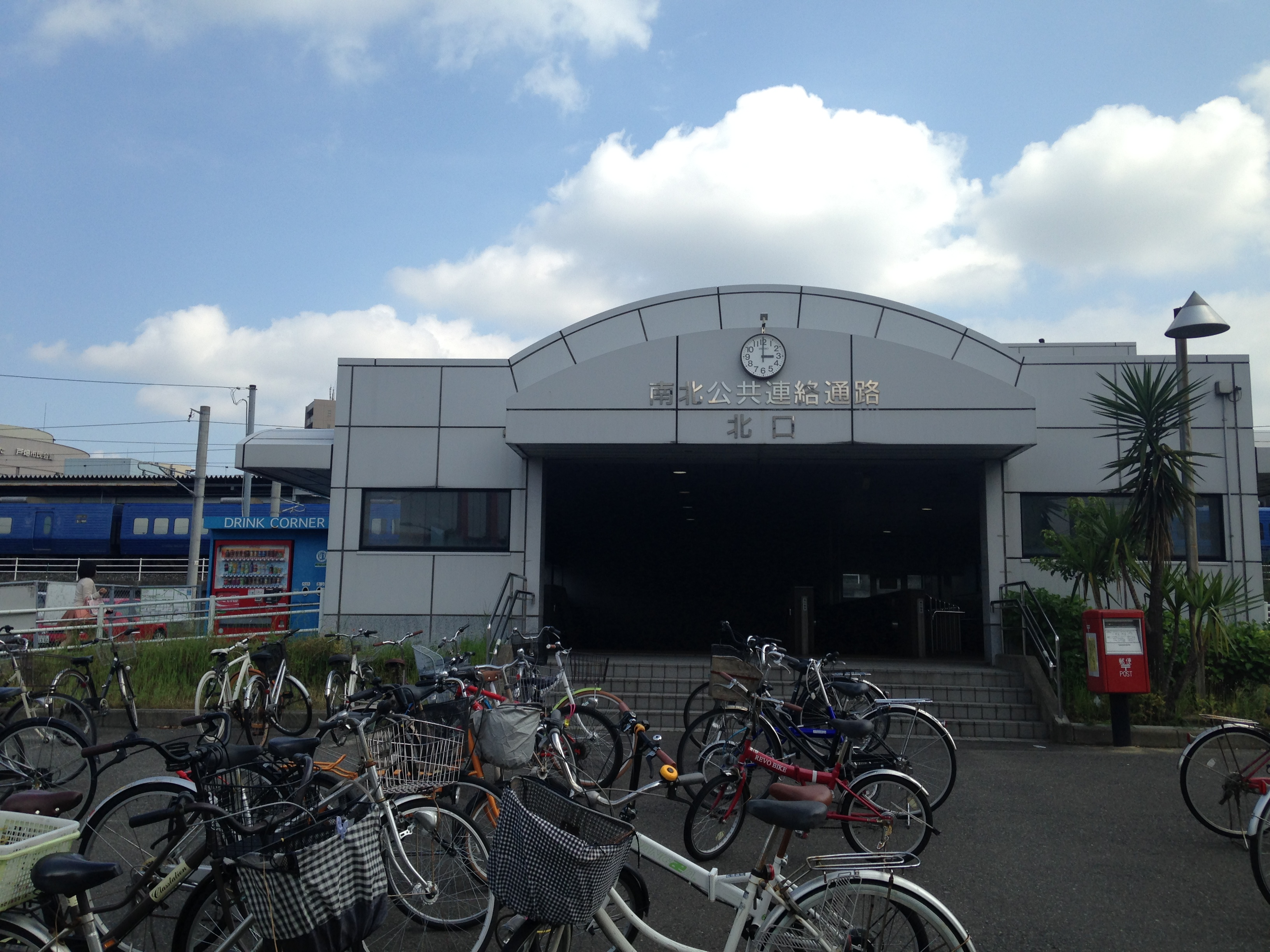
公眾通道北出口

戶畑站（日语：／ Tobata eki */?）是位於福岡縣北九州市戶畑區汐井町，九州旅客鐵道（JR九州）的鹿兒島本線車站。車站編號為JA25。
車站周邊曾經是工廠遺址，現時已經進行再開發項目，1999年車站遷移至西邊約150米，即現時的位置。同時車站附近的AEON戶畑購物中心和Well戶畑開業，使提高便利性。約一半特急列車、所有快速和普通列車停站。曾經臥鋪特急會通過此站。

## 歷史
- 1902年（明治35年）12月27日[1]- 九州鐵道（第一代）車站啟用。
- 1907年（明治40年）7月1日 - 九州鐵道（第一代）國有化，由帝国鐵道廳管轄。
- 1964年（昭和39年）9月 - 第三代車站大樓落成。（民眾車站（日语：民衆駅），地上4層，地底1層）
- 1966年（昭和41年）10月1日 - 小倉之至折尾站之間的四線工程完成，月台遷移至路堤上。
- 1987年（昭和62年）4月1日 -　伴隨國鐵分割民營化，車站由九州旅客鐵道（JR九州）營運。
- 1999年（平成11年）3月1日 - 現時第四代車站大樓落成。
- 2009年（平成21年）3月1日 - 此站可以使用IC卡「SUGOCA」[2]。

## 車站構造
車站是一座於路堤上的高架車站，設有1面2線的島式月台。2號月台北邊設有舊路軌（現時為貨物線）和舊月台遺址。上一代車站大樓只有北出口閘口。現時車站大樓只有南出口閘口，在月台下閘口外設有公眾通道。
此站是由JR九州服務支援管理的業務委託車站，設有綠色窗口和自動閘機。車站可以使用「SUGOCA」IC卡。
另外，此站位於JR特定都區市內制度中，「北九州市內」的車站。
在月台北邊設有貨運路軌。

### 月台
| 月台 | 路線       | 上下行 | 方向           |
| ---- | ---------- | ------ | -------------- |
| 1    | 鹿兒島本線 | 下行   | 黑崎、博多方向 |
| 2    | 鹿兒島本線 | 上行   | 小倉、下關方向 |

## 車站便當
此站的車站便當由東筑軒製作與販賣。主要設有以下車站便當：
- 雞鬆三色飯便當（日语：かしわめし弁当）
- Kokuuma雞肉飯
- 雞鬆三色飯折尾
- 大名道中駕籠
- 姬華飾物

## 使用狀況
在2018年（平成30年）度，1日平均乘車人次為9,653人。在JR九州車站中排名15，僅次於長崎站。
在車站前設有多線巴士路線，在早上黃昏通勤時段會有許多學生與通勤乘客使用此站。另外，在7月的戶畑祇園大山笠時，也有許多人使用此站｡
根據JR九州和北九州市的數據，以下是近年1日平均乘車人次列表：
| 年度   | 1日平均 乘車人次 |
| ------ | ---------------- |
| 2000年 | 10,863           |
| 2001年 | 10,638           |
| 2002年 | 10,172           |
| 2003年 | 10,453           |
| 2004年 | 10,542           |
| 2005年 | 10,374           |
| 2006年 | 10,323           |
| 2007年 | 10,447           |
| 2008年 | 10,291           |
| 2009年 | 10,046           |
| 2010年 | 9,924            |
| 2011年 | 9,963            |
| 2012年 | 9,825            |
| 2013年 | 10,081           |
| 2014年 | 9,535            |
| 2015年 | 9,715            |
| 2016年 | 9,653            |
| 2017年 | 9,712            |
| 2018年 | 9,653            |

## 車站周邊
車站南邊為戶畑區中心商店街。車站北邊為洞海灣填海地，從公眾通道以北400米可到達戶畑碼頭，在碼頭可乘坐渡船前往若松區。
曾經在此站設有電車線（北九州線（戶畑線、枝光線））行走，在1985年（昭和60年）廢止。

### 車站大樓內（驛町1丁目戶畑）
在車站內設有「驛町1丁目戶畑（前:μ戶畑）。
第一層
- 東筑軒 戶畑站大廈店
- Taiyaki Cafe 甜心屋
- Tan・ton整骨院
- Tan・ton整體院
- FamilyMartJR戶畑站店
- 39Drug（日语：サンキュードラッグ） μ戶畑藥局
- 羅多倫咖啡JR戶畑站店

第二層
- 理容關門
- 蘋果不動產　戶畑店
- Wise美容室
- 本城齒科醫院
- 土井皮膚科診所

### 車站周邊
- 戶畑區公所[1]
- Wel戶畑（日语：ウェルとばた）
  - 北九州市立戶畑市民會館（Wel戶畑第3層）
- 福岡銀行戶畑分店
- 西日本都市銀行戶畑分店
- 北九州銀行（日语：北九州銀行）戶畑分店
- 大分銀行戶畑分店
- 福岡中央銀行（日语：福岡中央銀行）戶畑分店
- 西京銀行（日语：西京銀行）戶畑分店
- 九州勞動金庫（日语：九州労働金庫）戶畑分店
- 福岡響信用金庫（日语：福岡ひびき信用金庫）淺生分店
- 戶畑警署（日语：戸畑警察署） - 西南方約400米
- AEON戶畑購物中心（日语：イオン戸畑ショッピングセンター）[1]
  - AEON戲院戶畑（日语：イオンエンターテイメント）
  - 科樂美體育（日语：コナミスポーツクラブ）戶畑
- 最好電器戶畑店
- 戶畑健和醫院（日语：戸畑けんわ病院）
- 北九州市立高等學校（日语：北九州市立高等学校）
- 飛幡八幡宮（日语：飛幡八幡宮）

### 渡輪
- 若戶渡船（日语：若戸渡船） - 若松方向（步行7分鐘）

### 道路
- 若戶大橋
- 若戶隧道（日语：若戸トンネル）
- 國道199號（日语：国道199号）

## 巴士路線
車站前設有巴士站
- 西鐵巴士北九州（日语：西鉄バス北九州） - 北九州市內小倉、門司、八幡、黑崎（日语：黒崎）方向
- 北九州市交通局 - 若松方向

## 相鄰車站
九州旅客鐵道
鹿兒島本線
- 特急「閃耀」停車站
- 部分特急「音速」、「日輪喜凱亞」停車站

■快速、■區間快速
西小倉（JA27）－戶畑（JA25）－八幡（JA22）
■區間快速（部份列車）、■普通
九州工大前（JA26）－戶畑（JA25）－枝光（JA24）

## 注腳
1. 1 2 3 4 5 6 7  . 週刊JR全駅・全車両基地 (朝日新聞出版). 2012-09-23, (07): 20.
2. ↑  . 交通新聞 (交通新聞社). 2009-03-03: 1.
3. ↑  . JR九州服務支援株式會社.   [2019-07-14]. （原始内容存档于2019-07-13）.
4. ↑  . JR時刻表 (交通新聞社). 2017, (2017年3月號): 394.
5. ↑   (PDF). 九州旅客鐵道.   [2018-07-13]. （原始内容存档 (PDF)于2020-03-15）.
6. ↑  數據北九州（運輸・通信） JR上下車人次

## 外部連結
- 戶畑（車站資訊） - 九州旅客鐵道